# Salix caspica
Salix caspica — вид квіткових рослин із родини вербових (Salicaceae).

## Морфологічна характеристика
Це нещільно гіллястий кущ чи невелике деревце 3–6 метрів заввишки; кора сіра. Гілочки жовтуваті, тонкі, блискучі. Прилистки лінійні; листкова ніжка 3–5 мм, гола; листкова пластинка лінійно-ланцетна або лінійна, зазвичай ширша дистально, обидві поверхні рівномірно забарвлені, голі, злегка волокнисті в молодості, 5–8 × 4–5 см, край цільний, верхівка довго загострена. сережки майже сидячі. Чоловіча квітка: тичинок 2; пиляки жовті. Коробочка бурувата, запушена.

## Середовище проживання
Росія, Казахстан, Туркменістан, зх. Сіньцзян. Населяє відкриті ліси вздовж річок.

## Використання
Рослина збирається в дикій природі, а також культивується місцево для використання у виготовленні кошиків. Висаджується на засохлих ґрунтах для їх стабілізації, а також є перспективним декоративним чагарником.